# اچ‌ام‌اس اینویسیبل (۱۸۶۹)
اچ‌ام‌اس اینویسیبل (۱۸۶۹) (به انگلیسی: HMS Invincible (1869)) یک کشتی به طول ۲۸۰ فوت (۸۵ متر) بود. این کشتی در سال ۱۸۶۹ ساخته شد. این کشتی به مدت یک سال در کینگستون آپون هال به عنوان کشتی محافظ فعالیت می کرد تا زمانی که با نمونه مشابه خود اچ‌ام‌اس آدشس (۱۸۶۹) تعویض شد.